# Arthur Schopenhauer
Arthur Schopenhauer (AFI: [ˈaɐ̯tʊɐ̯ ˈʃoːpm̩ˌhaʊ̯ɐ]; Danzica, 22 febbraio 1788 – Francoforte sul Meno, 21 settembre 1860) è stato un filosofo, orientalista e traduttore tedesco, già cittadino  del Regno di Prussia.
È considerato uno dei maggiori pensatori del XIX secolo e dell'epoca moderna.
Il suo pensiero recupera alcuni elementi dell'illuminismo, della filosofia di Platone, del romanticismo e del kantismo, fondendoli con la suggestione esercitata dalle dottrine orientali, specialmente quella buddhista e induista, benché si dichiarasse ateo. Schopenhauer crea una sua originale concezione filosofica caratterizzata da un forte pessimismo, la quale ebbe una straordinaria influenza, seppur a volte completamente rielaborata, sui filosofi successivi, come ad esempio Friedrich Nietzsche, e, in generale, sulla cultura europea coeva e successiva, inserendosi nella corrente delle filosofie della vita.
Figlio di un ricco mercante e di una scrittrice, si stabilì a Weimar con la madre dopo il suicidio del padre. Qui conobbe Wieland e Goethe. Con buoni studi alle spalle, decise di dedicarsi alla filosofia e frequentò i corsi tenuti da Schulze a Gottinga e quelli di Fichte a Berlino. Nei confronti di questi, ma anche di Schelling e Hegel, Schopenhauer nutrì sempre, concorde in questo con Kierkegaard, disprezzo e avversione, arrivando a definire Hegel il gran ciarlatano.
Nel 1809 si iscrisse alla facoltà di medicina a Gottinga e, nel 1811, si trasferì a Berlino per frequentare i corsi di filosofia. Ingegno molteplice, sempre interessato ai più diversi aspetti del sapere umano (frequentò anche corsi di fisica, matematica, chimica, magnetismo, anatomia, fisiologia), si laureò nel 1813 a Jena con una tesi Sulla quadruplice radice del principio di ragion sufficiente e, nel 1818, pubblicò la sua opera più importante, Il mondo come volontà e rappresentazione, che ebbe tuttavia scarsissimo successo tra i suoi contemporanei e che cominciò a ricevere qualche attenzione solo vent'anni dopo, nonostante fossero giunti, da più parti, persino riconoscimenti ufficiali.
Dal 1833 decise di fermarsi a Francoforte sul Meno, dove visse da solitario borghese, celibe per convinzione e misogino, nonostante le molte relazioni con donne che ebbe durante la sua esistenza. La vera affermazione del pensatore si ebbe solo a partire dal 1851, con la pubblicazione del volume Parerga e paralipomena, inizialmente pensato come un completamento della trattazione più complessa del Mondo, ma che venne accolto come un'opera a sé stante e fece conoscere al grande pubblico anche le opere precedenti del filosofo. Schopenhauer manifestò per gran parte della sua vita un acuto disagio nei confronti dei contatti umani - atteggiamento che gli procurò, in città, la fama di irriducibile misantropo - e uno scarso interesse, almeno in via ufficiale, per le vicende politiche dell'epoca, quali ad esempio i moti rivoluzionari del 1848 - sebbene si sia interessato, sul finire della sua vita, alla questione dell'Unità d'Italia, prendendo posizione favorevole.
I tardi riconoscimenti di critica e pubblico attenuarono i tratti più intransigenti del suo carattere, tanto che negli ultimi anni della sua esistenza poté addirittura raccogliersi attorno a lui una ristretta cerchia di apostoli, come egli stesso li definiva, tra i quali il compositore Richard Wagner, lo scrittore David Asher e la scultrice Elisabet Ney. Morì di pleurite acuta il 21 settembre 1860, a 72 anni.

## Biografia

### Infanzia (1788-1800)

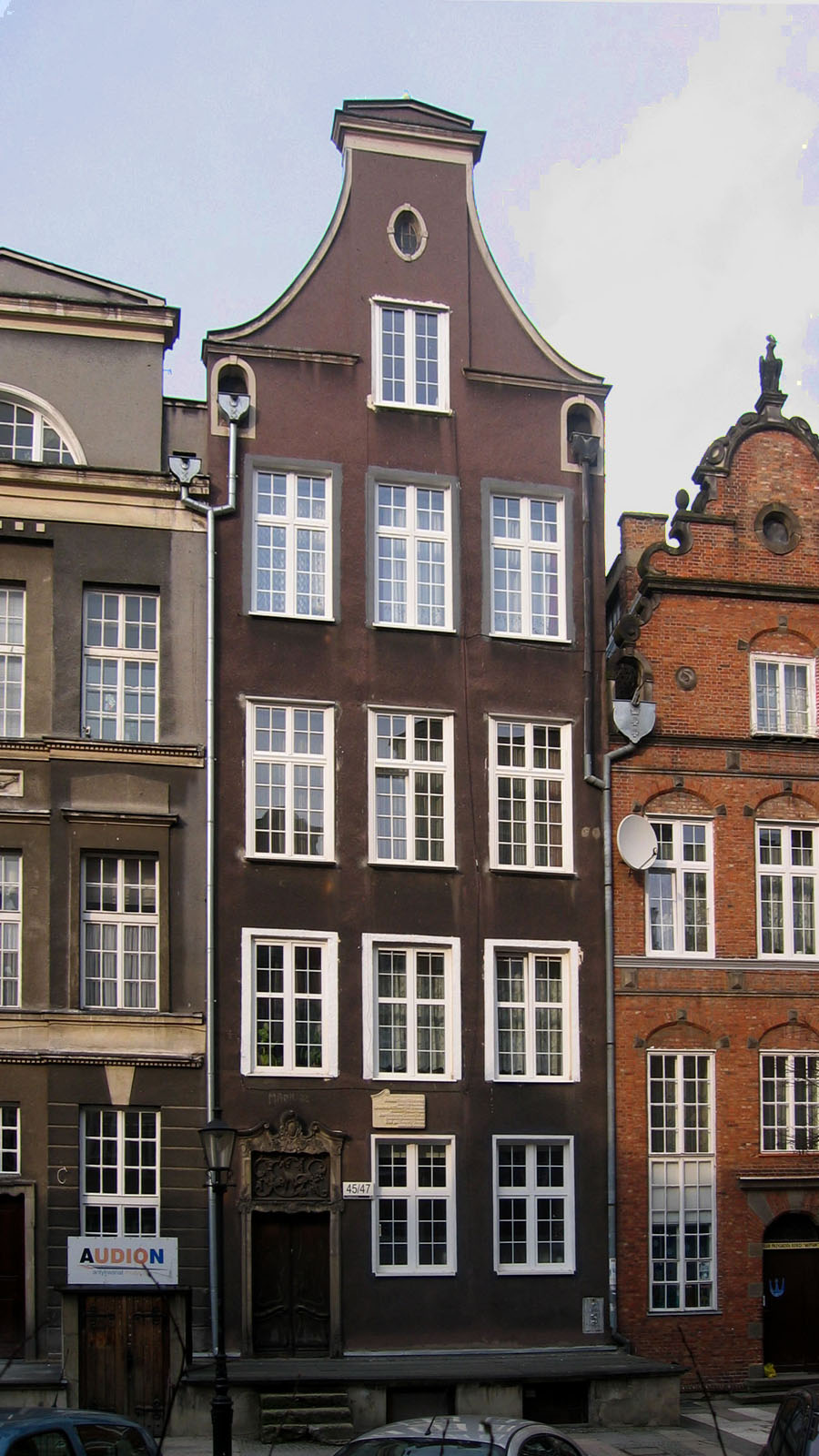
La casa natale di Schopenhauer a Danzica

Arthur Schopenhauer nasce a Danzica, città prussiano-tedesca, di lì a poco annessa alla provincia della Prussia Occidentale, il 22 febbraio 1788, figlio di Heinrich Floris Schopenhauer (1747-1805), ricco mercante appartenente a una delle famiglie più antiche e ben in vista della città, e da Johanna Henriette Trosiener (1766-1839), donna vivace e salottiera dalle evidenti velleità letterarie. Il nome è scelto dal padre, uomo istruito che intrattenne conoscenze in tutta Europa, in quanto la sua pronuncia è quasi uguale in francese come in inglese, ed è dunque utile per il futuro erede di un'impresa commerciale a carattere internazionale.
Nel 1793, la "città libera" di Danzica entra nell'orbita dello stato prussiano, e Heinrich Floris, liberale, decide di trasferirsi con la famiglia ad Amburgo, città sotto amministrazione imperiale, ma più aperta e tollerante, ben accolto dalla borghesia cittadina. Gli Schopenhauer hanno relazioni amichevoli con personalità fra cui il pittore Tischbein, il poeta Klopstock e il filosofo Reimarus.
Nel 1797 nasce la sorella minore di Arthur, Louise Adelaide detta Adele. Heinrich esprime il desiderio di impartire al figlioletto una cultura quanto più cosmopolita possibile: «Mio figlio deve leggere nel libro del mondo». Arthur segue dunque il padre in un viaggio in Francia e resta nella città di Le Havre, per due anni presso la casa d'un amico di famiglia, imparando così perfettamente la lingua francese e acquisendo i primi rudimenti di quella latina.

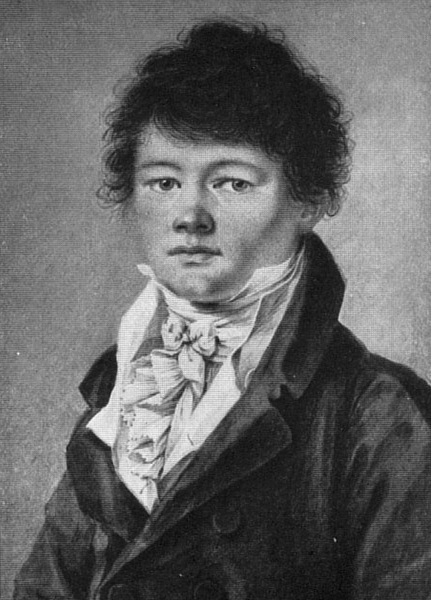
Ritratto del giovane Schopenhauer

Nel 1799 ritorna ad Amburgo, dove comincia a frequentare l'Istituto Runge, compiendo studi a carattere commerciale.
Nel 1800, durante le vacanze estive accompagna i genitori a Weimar, (dove fa la conoscenza di Schiller), e poi a Karlsbad, Praga, Berlino e Lipsia.

### Giovinezza (1801-1821)
Il giovane Schopenhauer prosegue i suoi studi, ma non è soddisfatto. Vorrebbe iscriversi al ginnasio. Il padre lo convince a non abbandonare gli studi: potrà seguirlo in un lungo viaggio attraverso l'Europa se deciderà di proseguire la sua pratica commerciale. Arthur accetta e, per il momento, rinuncia agli studi umanistici.
Tra il maggio 1803 e il dicembre 1804 gli Schopenhauer sono in viaggio per l'Europa, prima in Gran Bretagna, a Wimbledon, dove il giovane Arthur dimora presso il Rev. Lancaster e ha così modo di approfondire la sua conoscenza della lingua e soprattutto della letteratura inglese: legge Shakespeare, Byron, Burns, Sterne, Scott e altri ancora. In una lettera alla madre, anni dopo, deplorerà la bigotteria inglese, un tema che spesso si riscontra nelle sue opere. Da novembre il viaggio prosegue verso Paesi Bassi e Belgio, quindi Parigi e, fino all'estate successiva, nelle altre regioni della Francia. In estate gli Schopenhauer sostano a Vienna, a Dresda e infine a Berlino: da qui la madre e Arthur si recano a Danzica. A fine anno i due fanno ritorno ad Amburgo.
Nel 1805 Schopenhauer inizia il tirocinio commerciale presso la ditta Jenisch di Amburgo. Il 20 aprile il padre muore per un grave incidente: viene ventilata l'ipotesi d'un suicidio, ufficialmente per questioni economiche, ma molto più probabilmente a causa dell'insofferenza da parte della moglie, cosa che il filosofo, anche in futuro, non le perdonerà mai.
L'anno seguente, la vedova Schopenhauer si trasferisce a Weimar con la figlia Adele dove, grazie alle sue qualità e al suo fascino, riesce a guadagnare l'amicizia e la frequentazione del suo salotto da parte di personaggi importanti, primo fra tutti Goethe, ma anche i due fratelli Wilhelm e Friedrich Schlegel e Wieland. Arthur intanto è rimasto ad Amburgo a curare gli interessi dell'attività del defunto padre: è combattuto tra l'impegno promesso al padre di proseguire la carriera commerciale e la sua inclinazione umanistica. Non trascura quest'ultima: legge Wackenroder e Sulzer.
A partire dal 1807, il giovane filosofo è indeciso sul da farsi: è legato alla promessa fatta al padre, anni prima, di proseguire l'attività, ma vuole anche intraprendere gli studi classici; teme però sia troppo tardi per dare alla sua vita una svolta così radicale. Nel dubbio un soccorso gli viene dallo storico e studioso Carl Ludwig Fernow, il quale lo esorta a seguire le sue inclinazioni; Arthur si reca dunque a Gotha e diviene allievo dell'umanista Friedrich Jacobs e del latinista Friedrich W. Doering, sotto la cui guida si esercita nella composizione in lingua tedesca e latina; ben presto però è costretto a lasciare la città, a causa soprattutto delle sue satire che gli inimicano l'ambiente. A fine anno si trasferisce a Weimar, ma rinuncia a stabilirsi dalla madre, con cui sono iniziati i primi contrasti, e preferisce prendere alloggio dal grecista Passow.

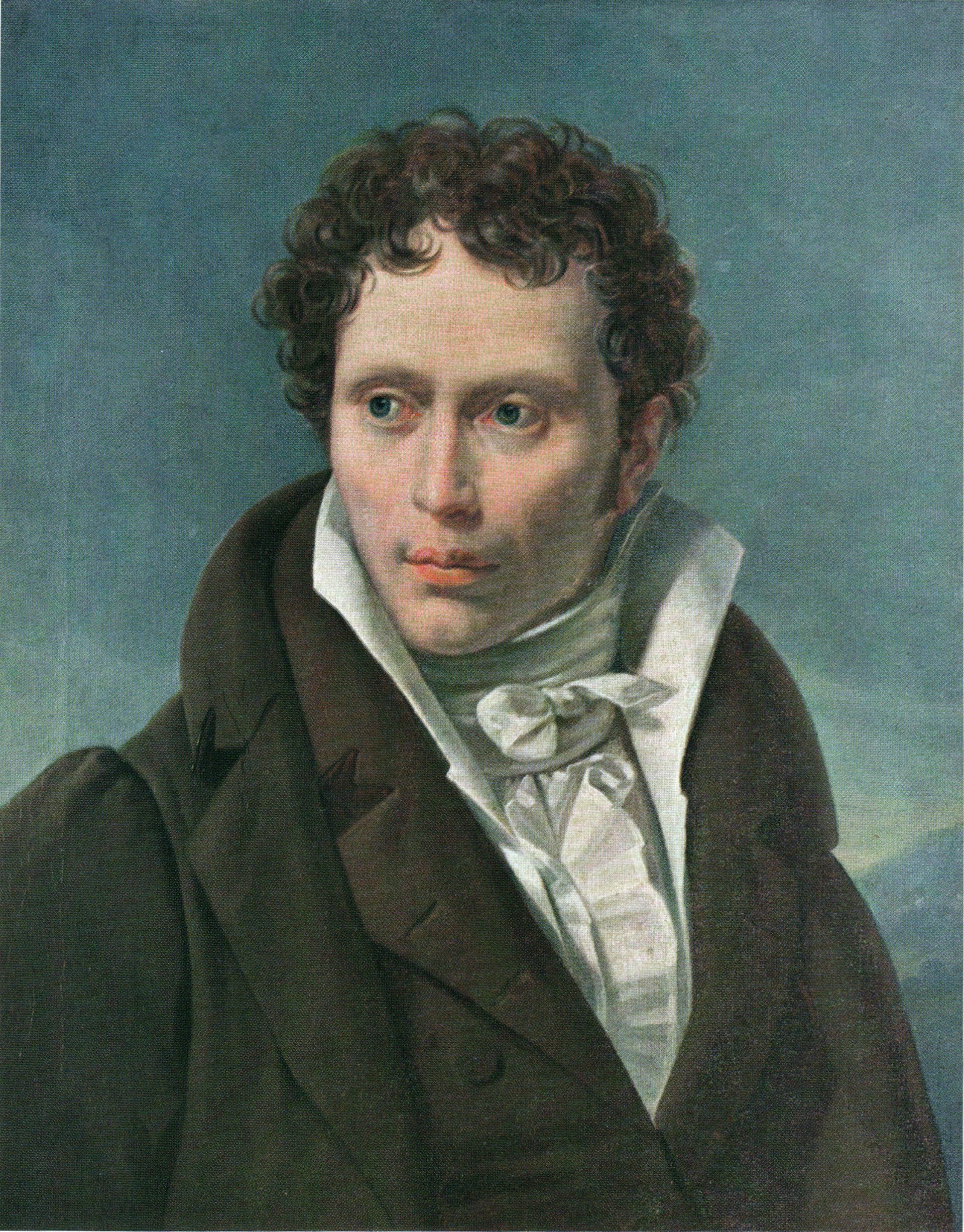
Arthur Schopenhauer ritratto da Ludwig Sigismund Ruhl (1815-1818)

Dal 1808 al settembre 1809 studia sotto la guida di Passow per quanto riguarda la lingua greca, mentre Cr. Lenz lo segue nel latino. Intanto Fernow (di cui Johanna Schopenhauer ha nel frattempo scritto una biografia) lo avvicina alla cultura italiana e, in particolare, all'opera petrarchesca, la sua preferita tra le italiane. Gli studi non gli precludono però la vita sociale: si reca a teatro e ai concerti, e s'innamora di Karoline Jagemann, un'attrice cui dedica una poesia sentimentale. Al compimento del ventunesimo anno riceve il suo terzo dell'eredità paterna, circa 19.000 talleri.
Il periodo dall'ottobre 1809 all'aprile 1811 vede nuovi studi: si iscrive alla facoltà di medicina all'Università di Gottinga: segue lezioni di fisiologia, anatomia, matematica, di fisica, chimica e botanica; segue anche storia, psicologia e metafisica, ed è soprattutto la passione per quest'ultima che lo spinge ad abbandonare definitivamente gli studi medici e a dedicarsi completamente alla filosofia. Sotto la guida di Schulze studia Leibniz, Wolff, Hume, Jacobi e, infine, Platone e Kant, i filosofi che segneranno il suo pensiero.
Trascorre le vacanze del 1811 a Weimar, dove incontra Wieland, che prevede per lui un futuro di successo. In autunno è a Berlino per ascoltare le lezioni di Fichte, fino ad allora venerato come un grande pensatore. Dallo studio dell'opera di Fichte emerge però un certo disappunto, che presto si tramuta in ostilità. Il filosofo ripiega nuovamente sulle scienze, una materia di studio che sarà sempre tra le sue preferite: si interessa di elettromagnetismo, di astronomia, fisiologia, anatomia e zoologia; segue con grande interesse i corsi di archeologia e di letteratura greca, nonché quelli di poesia nordica. Ha l'occasione di ascoltare le lezioni di Schleiermacher nel 1812, che però non apprezza e, anzi, contesta nei riguardi della teoria della coincidenza fra religione e filosofia, sostenendo che un uomo religioso non ha bisogno di filosofia, mentre il vero filosofo non cerca sostegni (Schopenhauer paragonerà le religioni a una sorta di "stampella" per spiriti inetti) ma procede libero da imposture dottrinali, affrontando ogni pericolo.
Nel 1813, in seguito alla ripresa delle guerre napoleoniche (Napoleone sarà in seguito aspramente criticato dal filosofo), Schopenhauer abbandona Berlino e si reca nuovamente a Weimar, dove studia Spinoza; si trasferisce poi a Rudolstadt, dove lavora a Sulla quadruplice radice del principio di ragion sufficiente, che manda poi all'Università di Jena ottenendo con ciò la laurea in filosofia in absentia. A fine anno ritorna a Weimar, dove ha l'opportunità di rivedere l'anziano Goethe, sicuramente il personaggio a cui il filosofo sarà più legato nel corso della sua esistenza, citandolo spesso nelle sue opere. Nella primavera 1814 assieme a colui che veniva definito "l'eletto dagli Dei" e il padre della cultura tedesca, Schopenhauer approfondisce la teoria dei colori in accesa critica antinewtoniana. Nel contempo s'avvicina alle culture d'oriente: legge con crescente entusiasmo, su suggerimento dell'orientalista Friedrich Majer, le Upaniṣad indiane.
Nel maggio 1814 si trasferisce a Dresda. È un periodo di grande lavoro, interrotto da alcuni viaggi estivi. Frequenta la galleria d'arte e la biblioteca; legge moltissimo, specie i classici latini (Virgilio, Orazio e Seneca), gli scritti del Rinascimento italiano (Machiavelli), della letteratura tedesca contemporanea (Jean Paul) e, in generale, della filosofia (Aristotele, Bruno, Bacone, Hobbes, Locke, Hume e, ovviamente, ancora Platone e Kant). Il suo interesse per l'ottica lo spinge a pubblicare, nel 1816, un trattato Sulla vista e sui colori, frutto di una breve collaborazione con Goethe, presto esauritasi per la loro incompatibilità caratteriale.
Inizia la stesura della sua opera principale, Il mondo come volontà e rappresentazione, che porta a termine all'inizio del 1818 e che fa pubblicare, con la casa editrice Brockhaus di Lipsia, nel dicembre dello stesso anno. Questa prima edizione sarà un totale insuccesso, e buona parte delle copie andrà al macero.
Nel settembre 1818 Schopenhauer lascia Dresda e, dopo un breve soggiorno a Vienna, varca le Alpi per raggiungere l'Italia. A novembre è a Venezia, nello stesso periodo in cui in città si trova il grande poeta inglese Byron, fra l'altro molto ammirato dal filosofo. Per una serie di ragioni non ben chiare, i due non si incontrano, nonostante Schopenhauer abbia una lettera di presentazione datagli da Goethe in persona. Ha un'intensa relazione amorosa con una nobile veneziana, Teresa Fuga, che gli rimarrà nei pensieri fino a vecchiaia inoltrata. Lo stesso anno, mentre risiedeva ancora a Dresda, ha una relazione con una domestica; la donna avrà un figlio, probabilmente di Schopenhauer, morto poco dopo la nascita.
Visita poi Bologna, Firenze, Roma e Napoli: impara la lingua italiana, e s'interessa sempre più ad altri autori del panorama poetico della penisola, tra cui Dante, Boccaccio, Ariosto e Tasso, nonostante il preferito rimanga Petrarca. Nel giugno del 1819 gli viene recapitata una lettera della sorella che lo informa dell'avvenuto fallimento della banca Muhl di Danzica, cui le due familiari avevano affidato la totalità dell'eredità e lui 8.000 talleri: Schopenhauer rientra in Germania nella speranza di ottenere il capitale versato, rifiuta di giungere a un accordo con i curatori, che gli avrebbe permesso di rientrare subito in possesso di almeno una parte della somma perduta, e, per due anni, ha difficoltà dal punto di vista economico: nonostante sostenga l'impossibilità dell'insegnamento filosofico (così come l'assoluta inutilità dell'apprendimento delle virtù, che egli giudica innate, ovvero fornite a priori solo ad alcuni eletti), vorrebbe ottenere una cattedra di filosofia e dedicarsi alla carriera universitaria a Heidelberg, Gottinga o Berlino. Decide infine di stabilirsi in quest'ultima città.
Nella primavera del 1820 è libero docente all'Università di Berlino: con inverosimile precisione e audacia fissa gli orari delle sue lezioni in concomitanza con quelle dell'odiato Hegel, che era considerato il maggior filosofo vivente. Ciò gli procura, almeno in principio, un pubblico esiguo ma relativamente fedele; in seguito i suoi corsi saranno per lo più disertati. Nel 1821 incontra Caroline Richter, detta Medon, corista dell'Opera di Berlino. La loro relazione, fra alti e bassi, si concluderà definitivamente nel 1826. Nell'agosto del 1821 è protagonista di un evento spiacevole: disturbato e irritato dai continui rumori che la sua vicina di casa, Caroline Louise Marquet, continua a fare davanti alla soglia della sua abitazione, il filosofo litiga con lei e la spintona facendola cadere dalle scale, causandole danni permanenti. In prima istanza Schopenhauer viene assolto, ma è poi condannato in appello e costretto a versare alla donna un'indennità di cinquanta talleri al mese, fino alla morte della stessa, circa vent'anni dopo. Quando la vecchia morì, Schopenhauer scrisse: "Obit anus, abit onus" (cioè: "Morta la vecchia, finisce l'onere").

### Maturità (1822-1850)
Il 26 maggio 1822 il filosofo riparte per l'Italia. In agosto, dopo qualche tempo sulle Alpi svizzere, si reca a Milano; prosegue per Venezia, per Firenze e per Roma. Nell'estate del 1823 fa ritorno in Germania, passando per Monaco e per Dresda, in cui si stabilisce. Le sue condizioni di salute non sono delle migliori, ma ciò non ostacola il suo lavoro. Legge La Rochefoucauld e Chamfort, vorrebbe tradurre Hume e Bruno.
Nel 1823, secondo alcuni, Schopenhauer si sottopose a un trattamento contro la sifilide, che forse aveva contratto negli anni precedenti, effettuando una cura a base di mercurio e altre sostanze, allora usate per combattere questa malattia.
Ad aprile 1825 è a Berlino con la speranza di tenere nuovi corsi universitari. Conosce Alexander von Humboldt; decide di imparare lo spagnolo: nel 1826-27 legge Calderón de la Barca, Lope de Vega, Cervantes e s'appassiona per l'opera di Baltasar Gracián.

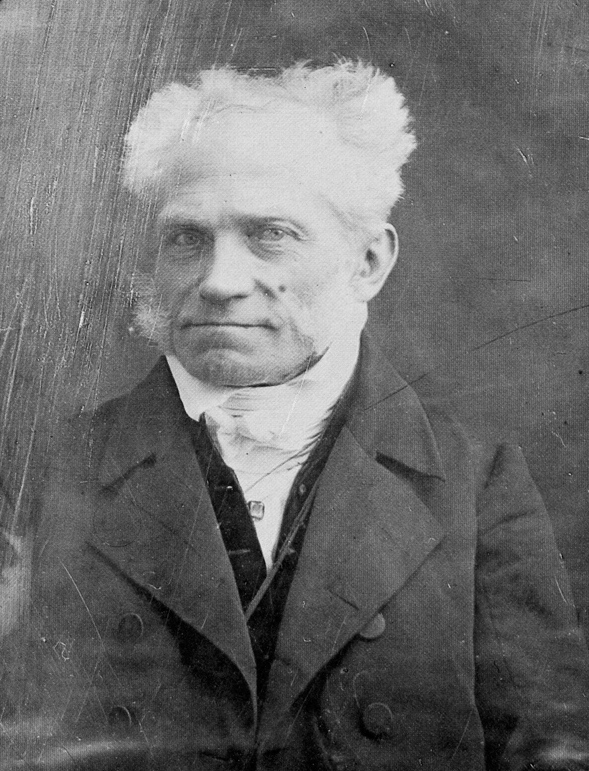
Schopenhauer nel 1845

Progetta poi di lasciare Berlino e trasferirsi, come docente, a Heidelberg. I contatti del 1828 col rettore di filosofia di quell'università, di posizione hegeliana, non sono esaltanti. In questo periodo l'università di Berlino era frequentata da diversi studenti della sinistra hegeliana, in futuro celebri filosofi, ma che non ebbero mai rapporti con lui (Bruno Bauer, Ludwig Feuerbach, Max Stirner, a cui tempo dopo si uniranno Marx ed Engels). Si dedica ancora agli studi scientifici e alle traduzioni: completa la versione tedesca dell'Oràculo manual y arte de prudencia di Graciàn e lo propone nel 1829 all'editore Brockhaus, che lo rifiuta; l'opera apparirà soltanto postuma.
Nell'agosto del 1831 fugge da Berlino, colpita dal colera (epidemia in cui morirà Hegel), e si rifugia a Francoforte sul Meno, dove resta fino al luglio dell'anno successivo. Trascorre quindi un anno a Mannheim e, dal giugno 1833, è nuovamente e definitivamente a Francoforte, città che non abbandonerà più fino alla morte. In questo periodo la sua curiosità lo porta a occuparsi di filosofia cinese, magnetismo e letteratura mistica.
Nel 1834-36 lavora a Sulla volontà nella natura, opera che rappresenta una summa dei suoi precedenti studi di anatomia, fisiologia, patologia, astronomia, linguistica, magnetismo animale e sinologia. Secondo la formulazione del sottotitolo, l'opera vuol essere «un'esposizione delle conferme che la filosofia dell'Autore ha ricevuto da parte delle scienze empiriche, dal tempo in cui è comparsa».
Nel 1837 esprime la sua personale opinione sul progetto della costruzione e della dedica a Goethe - morto cinque anni prima - di una statua da parte della città di Francoforte; secondo il filosofo dovrebbe trattarsi di un busto, come si confà «ai poeti, ai filosofi e agli scienziati, che hanno servito l'umanità solo con la testa», e recare sullo zoccolo non il nome, bensì la scritta «Al poeta dei tedeschi - La sua città natale». I suoi suggerimenti non vengono accolti. Più successo riscuote invece il suo parere sull'edizione delle Opere complete di Kant, a cura di Karl Rosenkranz e Wilhelm Schubert. Sostenendo che la prima edizione (1781) della Critica della ragion pura, ormai introvabile, sia di gran lunga superiore alla seconda (1787) e rappresenti l'opera più importante dell'intera letteratura filosofica tedesca, scrive a Rosenkranz per indurlo a ripubblicare il libro, cosa che avviene nel 1838. Decide di partecipare a due concorsi, banditi l'uno nel 1837 dalla Reale Società delle Scienze di Norvegia e l'altro l'anno successivo dalla Reale Società delle Scienze di Danimarca per saggi rispettivamente sui temi della libertà del volere e del fondamento della morale.
Nel 1839 viene premiato dalla Società norvegese per il suo saggio Sulla libertà del volere umano: è il primo riconoscimento ufficiale. Il 17 aprile muore a Jena la madre Johanna. L'anno successivo invia alla Società danese la sua opera Il fondamento della morale, ma non ha successo. Nel 1841 i due trattati vengono pubblicati insieme sotto il titolo I due problemi fondamentali dell'etica, ma l'accoglienza della critica è come sempre poco favorevole. Continua i suoi studi sulle civiltà orientali.
Nel 1843 Friedrich Dorguth pubblica la sua opera La falsa radice dell'ideal-realismo, dove parla con ammirazione del filosofo di Danzica: è il primo di una lunga serie di scritti con i quali l'autore cercherà di rompere il muro ideologico innalzato attorno a Schopenhauer dalla "congrega dei cialtroni", come il filosofo spesso avrà modo di definire i seguaci della triade Fichte, Schelling ed Hegel.
Nel 1844 è pubblicata una seconda edizione del Mondo, con l'aggiunta dei cinquanta capitoli di Supplementi ai quali Schopenhauer lavora già da una decina d'anni: l'opera tuttavia non riscuote successo, ma rimane in commercio.
Durante i moti rivoluzionari del settembre 1848 il filosofo è turbato dall'idea che la massa possa prendere il potere, tanto che pensa di dover abbandonare Francoforte, e si schiera su posizioni anti-liberali, conservatrici e leggermente reazionarie.
L'anno seguente muore la sorella e Schopenhauer incontra il futuro discepolo Adam Ludwig von Doß.

### Ultimi anni (1851-1860)

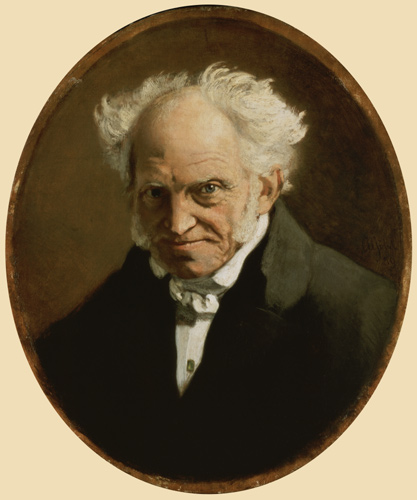
Schopenhauer ritratto da Göbel

Nel novembre 1851 esce la prima edizione dei Parerga e paralipomena, opera alla quale lavora già dal 1845. Finalmente arriva il successo - tanto che nel 1855 l'università di Lipsia mette a concorso uno studio sulla filosofia schopenhaueriana - e con soddisfazione di Schopenhauer i complimenti più calorosi gli giungono dall'amata Inghilterra.
Nel 1854 esce a Francoforte la seconda edizione de La volontà nella natura, che egli accompagna con una trionfante introduzione. Si fa più stretta l'amicizia con l'avvocato e romanziere Wilhelm Gwinner, primo biografo del filosofo. Wagner gli fa avere il libretto di gran parte della tetralogia L'anello del Nibelungo. Schopenhauer, che tra i musicisti predilige Rossini, Mozart e Bellini, apprezza di Wagner più i versi che la musica.
Nel 1858, a settant'anni compiuti, alla morte dell'avvocato Martin Emder, uno degli amici più cari che Schopenhauer aveva nominato suo esecutore testamentario, l'incarico passa a Gwinner, che sarà la persona più vicina al filosofo nell'ultimo periodo. La schiera dei discepoli comincia a crescere: vi entrano a far parte il giornalista Otto Lindner, lo scrittore David Asher e il pittore Johann Karl Bähr. La sua vita è piuttosto ritirata: lunghe passeggiate (Schopenhauer, nella sua Eudemonologia, raccomanda almeno due ore di moto continuo e vivace al giorno, per meglio ossigenare tessuti e muscoli), da solo o in compagnia del cane barboncino Butz, soprannominato poi Brahmā (nome della divinità suprema indù) e Atma (anima del mondo, in sanscrito), i pasti all'"Englischer Hof" (sempre in compagnia del barboncino, a cui talvolta si rivolgeva chiamandolo "signore", o lo riprendeva dicendo "tu, umano" quando il cane si comportava male; cambiò persino casa nel 1859 dopo un litigio con un vicino a causa dell'animale), lavoro e letture: legge il Times, il Frankfurter Postzeitung, riviste scientifiche e letterarie tedesche, inglesi e francesi.
In questo periodo scopre Giacomo Leopardi, immergendosi «con molto diletto» nella lettura delle Operette morali e dei Pensieri. La seconda edizione del Mondo si esaurisce.
Nel 1859 esce la terza edizione: da allora il libro, snobbato dalla critica e dal pubblico al suo apparire, è uno dei classici della filosofia mondiale. 
Negli ultimi anni di vita, soddisfatto del successo letterario, ammorbidisce la sua nota misantropia, e alcuni discepoli frequentano la sua casa, comprese alcune donne, con cui aveva avuto sempre rapporti difficili.
Una di esse, la giovane scultrice Elisabet Ney, modella un famoso busto di Schopenhauer.
Dal mese di aprile 1860 si manifestano gravi problemi di salute con difficoltà respiratorie e tachicardia, benché avesse sostenuto che il suo stile di vita sano e la sua igiene avrebbero dovuto consentirgli di vivere per un secolo. Il 9 settembre il filosofo si ammala di polmonite, che degenera subito in pleurite acuta: soffre di tosse e frequenti sbocchi di sangue. Con Gwinner, Schopenhauer continua però a intrattenersi parlando di politica e della questione dell'unità d'Italia. Il 21 settembre fu trovato morto seduto sulla sua sedia.

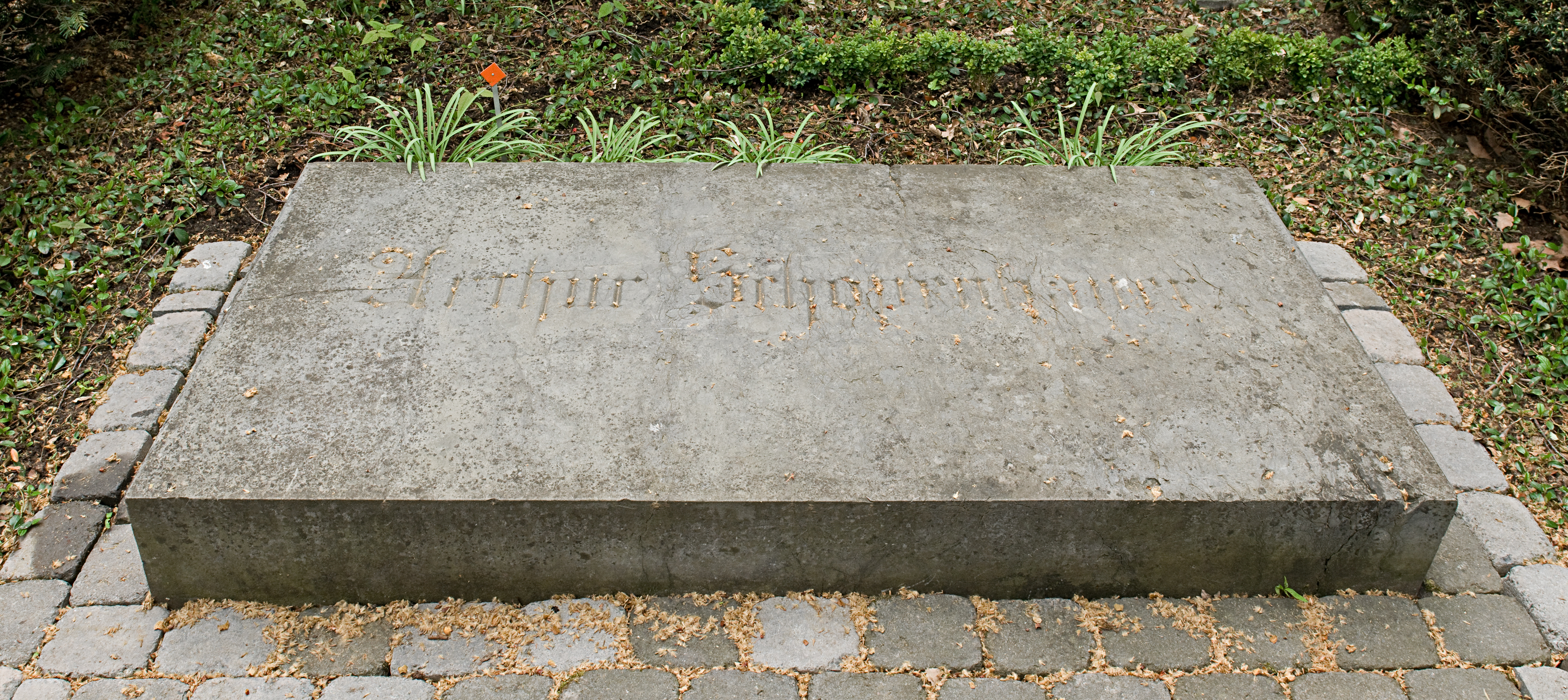
Tomba di Schopenhauer a Francoforte

Nel testamento lascia il suo patrimonio a un fondo per aiutare i militari prussiani rimasti invalidi durante i moti del 1848, ma dà disposizioni anche per occuparsi e provvedere al suo cane, alla casa con i mobili e i documenti, con un legato per la domestica Margaretha Schnepp.
Viene seppellito cinque giorni dopo nel cimitero di Francoforte, alla presenza di pochi fedelissimi, senza nessuna particolare cerimonia, per lui, ateo, che disprezzava la gran parte delle religioni, soprattutto quelle occidentali (lanciando strali non solo contro il Cristianesimo moderno, ma anche contro l'Ebraismo e l'Islam). Sulla lapide non vengono posti né data né epitaffio, solo il suo nome e cognome: Arthur Schopenhauer.

## La filosofia di Schopenhauer
(Il mondo come volontà e rappresentazione)
La filosofia di Schopenhauer è molto articolata. Nella sua opera giovanile, Il mondo come volontà e rappresentazione, che contiene gran parte del suo pensiero, poi riedita con aggiunte, Schopenhauer sostiene che il mondo consiste fondamentalmente nella volontà con cui ognuno se lo rappresenta secondo la sua visuale, dettata dalla sua brama o desiderio di vivere. Questa volontà è il principio assoluto della realtà, nascosto alla ragione. Schopenhauer assimila tale principio alla cosa in sé di Kant, e la sua rappresentazione oggettiva all'idea di Platone.

La sua analisi pessimistica lo porta alla conclusione che i desideri emotivi, fisici e sessuali, che presto perdono ogni piacere dopo essere stati assecondati, e infine divengono insufficienti per una piena felicità, non potranno mai essere pienamente soddisfatti e quindi andrebbero limitati, se si vuole vivere sereni. La condizione umana è completamente insoddisfacente, in ultima analisi, e quindi estremamente dolorosa.

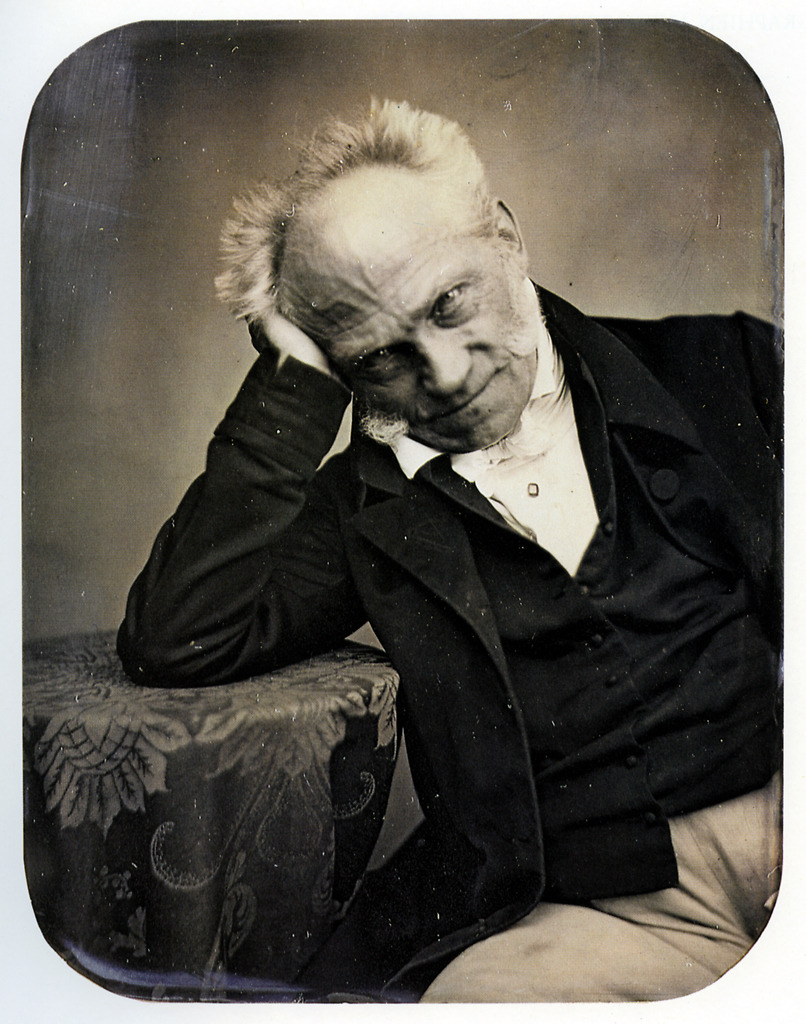
Schopenhauer fotografato nel 1852

 Di conseguenza, egli ritiene che uno stile di vita che neghi i desideri, simile agli insegnamenti ascetici dei Vedānta e delle Upanishad dell'induismo, del Buddhismo delle origini, e dei Padri della Chiesa del primo Cristianesimo, nonché una morale della compassione, è quindi l'unico vero modo, anche se difficile per lo stesso filosofo, per raggiungere la liberazione definitiva, in questa vita o nelle successive. Sull'esistenza di Dio, Schopenhauer è invece sostanzialmente non-teista, almeno per quanto riguarda la concezione occidentale moderna di una divinità personale.
Egli non nutre né considerazione né fiducia alcuna nella massa degli esseri umani, fatto che lo conduce alla misantropia.

### Schopenhauer e l'amore
Schopenhauer ha indagato a fondo il mistero dell'amore nel capitolo 44 dei Supplementi al Mondo, pubblicati nel 1844, successivamente pubblicato separatamente in un volumetto con il titolo: "Metafisica dell'amore sessuale".
Per il filosofo tedesco l'amore, che ha la sua radice solo nell'istinto sessuale, è un inganno della natura, il cui unico scopo è la conservazione della specie (caso-limite per Schopenhauer è la mantide femmina, che divora il maschio dopo l'accoppiamento). La stessa attrazione tra due innamorati è già la volontà di vivere del nuovo individuo: il matrimonio dunque è sempre infelice perché si preoccupa della generazione futura e non di quella presente.
"Dunque qui, come in ogni istinto, la verità assume la forma dell'illusione per agire sulla volontà. È un'illusione di voluttà quella che inganna l'uomo, facendogli credere che troverà tra le braccia di una donna di bellezza a lui confacente un piacere più grande che non fra quelle di qualsiasi altra; ed è la stessa illusione che, diretta esclusivamente a un'unica donna, lo persuade fermamente che il possederla gli procurerà una straordinaria felicità. […] L'appagamento, invece, torna a vantaggio, propriamente parlando, solo della specie e non cade, quindi nella coscienza dell'individuo, che qui, animato dalla volontà della specie, serviva con ogni sacrificio uno scopo che non era assolutamente il proprio"
La fedeltà coniugale, invece, è naturale nella donna e artificiale nell'uomo, questo perché la natura mira a moltiplicare la specie il più possibile. L'uomo, infatti, potrebbe generare anche cento figli l'anno, se avesse altrettante donne; mentre la donna, anche con altrettanti uomini, potrebbe mettere al mondo solo un figlio l'anno (fatta eccezione per i parti gemellari) ed è quindi spinta a rimanere con colui che nutrirà e proteggerà la prole. Di conseguenza l'adulterio femminile è molto più imperdonabile di quello maschile sia soggettivamente, per la sua innaturalezza, che oggettivamente perché mette in dubbio la legittimità della prole (legittimità che tuttavia non è uno scopo della natura).
Schopenhauer, inoltre, contrappone il "matrimonio d'amore" a quello "fatto per convenienza", ritenendo quest'ultimo "contronatura" ma certamente più vantaggioso per l'individuo, a differenza del primo che, invece, risulta nell'esclusivo interesse della specie. Citando un famoso detto spagnolo: quien se casa por amores, ha de vivir con dolores (chi si sposa per amore vivrà con dolore), Schopenhauer sostiene che una volta passata la passione amorosa finalizzata alla procreazione, e indotta dal "genio della specie", i due coniugi inizieranno a detestarsi in quanto si renderanno conto di non aver nulla in comune e che i propri obiettivi esistenziali sono incompatibili.

### Schopenhauer e gli animali

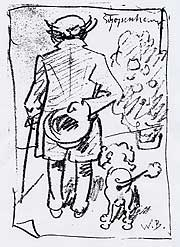
Schopenhauer e il suo ultimo cane, Butz (noto anche come Brahma o Atma), in un disegno di Wilhelm Busch

Schopenhauer, anche se non era vegetariano, limitandosi a consumare però solo il minimo indispensabile di carne (oggi potrebbe essere definito un aderente del semivegetarianismo), era un acceso sostenitore dei diritti degli animali, che amava molto:
(L'arte di insultare)

e ancora: 

## Nella cultura di massa

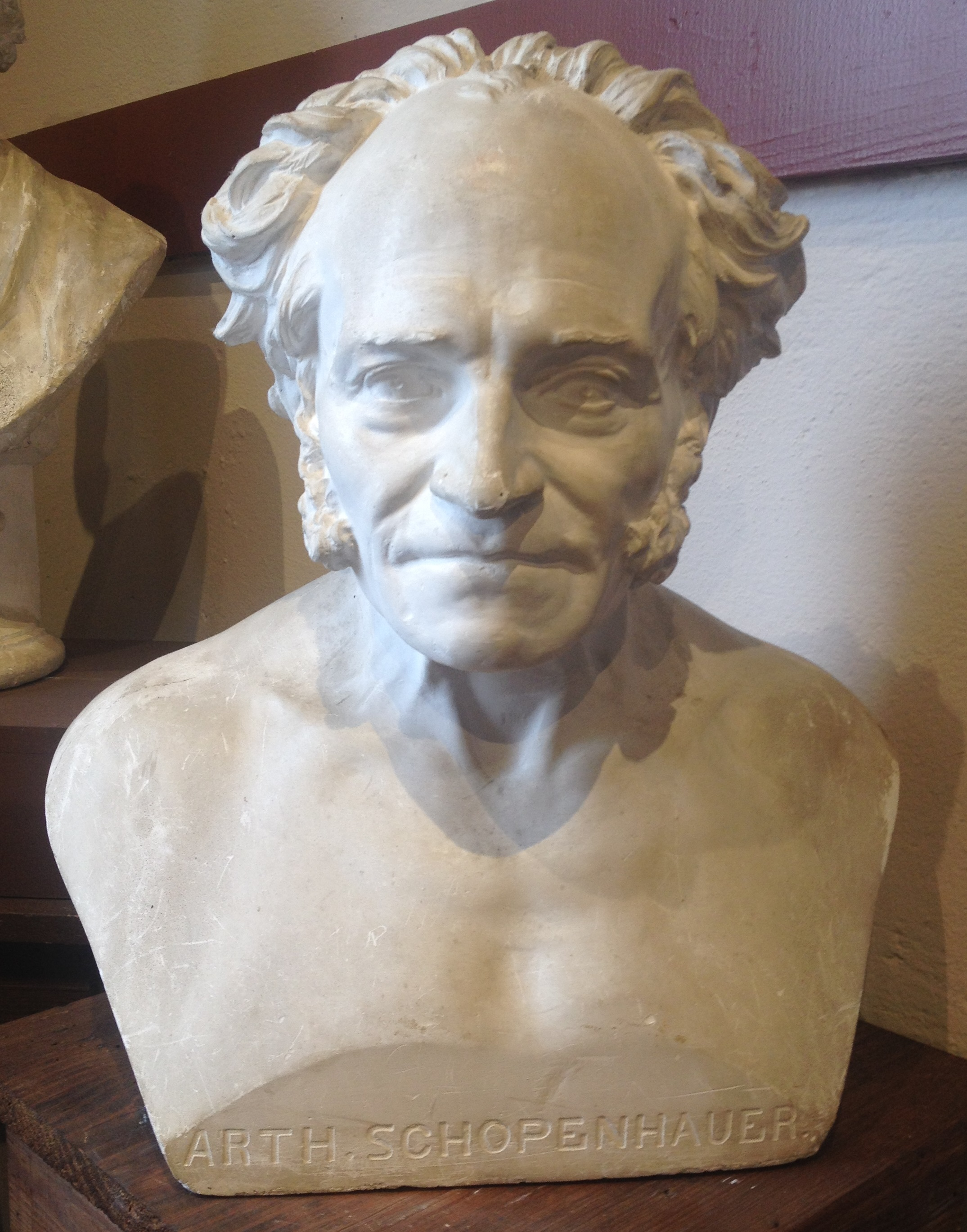
Elisabet Ney, busto di Schopenhauer

Oltre alla letteratura e all'arte anche la cultura popolare cita spesso Schopenhauer. Tre canzoni hanno per titolo Schopenhauer, una dei Die Ärzte, una dei Die Aumlrzte, l'altra del gruppo Dopolavoro Ferroviario. Compare in una battuta, assieme a Friedrich Nietzsche, nel video della canzone Fino a qui tutto bene del rapper Marracash, mentre in ambito cinematografico è citato da Roberto Benigni nel film La vita è bella, e la sua opera principale, Il mondo come volontà e rappresentazione, in Così è la vita e in Immaturi, dove Ambra Angiolini ne legge alcune frasi.
Inoltre, viene citato anche da Francesco Guccini, in un verso della canzone Il frate, contenuta nel disco L'isola non trovata: "Dopo un bicchiere di vino, con frasi un po' ironiche e amare, / parlava in tedesco e in latino, parlava di Dio e Schopenhauer". Il rapper Caparezza cita il filosofo in una verso del brano Giotto Beat. Nel romanzo La notte dei ragni d'oleandro (2018) di Mario Bramè, i terroristi che effettuano l'attacco al Bataclan di Parigi il 13 novembre 2015 (nella realtà erano fondamentalisti dello Stato Islamico) sono fanatici ammiratori de Il mondo come volontà e rappresentazione.
Concetti e dirette citazioni di Schopenhauer compaiono sovente nell'opera del cantautore e scrittore Francesco Bianconi, frontman della band Baustelle (ad esempio nelle canzoni Il bene e Maya colpisce ancora).
Nella trasposizione televisiva del fumetto Alan Ford, trasmessa nel programma SuperGulp, Schopenhauer è citato nell'episodio Ipnos dall'omonimo personaggio, un insegnante di pianoforte ammiratore della musica di Liszt e Chopin e della filosofia di Schopenhauer e Freud.
La canzone di Franco Battiato Lontananze d’azzurro, contenuta nell'album del 2001 Ferro battuto, è una rielaborazione di un sonetto di Arthur Schopenhauer.

## Opere
- Sulla quadruplice radice del principio di ragion sufficiente (titolo originale: Über die vierfache Wurzel des Satzes vom zureichenden Grunde), 1813.
- Sulla vista e i colori (titolo originale: Über das Sehen und die Farben), 1816.
- Il mondo come volontà e rappresentazione (titolo originale: Die Welt als Wille und Vorstellung), 1818/1819, secondo volume, 1844, 1859 terza.
- Sul volere nella natura (titolo originale: Über den Willen in der Natur), 1836.
- Sulla libertà del volere umano (titolo originale: Über die Freiheit des menschlichen Willens), 1839.
- Il fondamento della morale (titolo originale: Über das Fundament der Moral), 1840.
- Parerga e paralipomena (titolo originale: Parerga und Paralipomena), 1851.

### Traduzioni in italiano
- La vista e i colori e Carteggio con Goethe. Boringhieri, Torino 1959; SE, Milano 1998; Abscondita, Milano 2002
- I due problemi fondamentali dell'etica: 1. Sulla libertà del volere; 2. Sul fondamento della morale, a cura di Giuseppe Faggin, Torino, Boringhieri, Torino 1961
- Parerga e paralipomena, tomo 1, a cura di Giorgio Colli, tomo 2, a cura di Mario Carpitella, Adelphi, Milano, 1981 e 1983 (edito nella collana "gli Adelphi" 1998 ISBN 88-459-1422-4 ISBN 978-88-459-1422-5)
- Il mondo come volontà e rappresentazione, a cura di Ada Vigliani, traduzione di Ada Vigliani, Nicola Palanga e Giuseppe Riconda, introduzione di Gianni Vattimo, Mondadori, Milano, 1989.
- La quadruplice radice del principio di ragione sufficiente, a cura di Amedeo Vigorelli, Guerini e associati, Milano 1990; a cura di Sossio Giametta, BUR Rizzoli, 1995
- Scritti postumi, testo stabilito da Arthur Hübscher, I manoscritti giovanili, 1804-1818, a cura di Sandro Barbera, Adelphi, Milano, 1996. ISBN 88-459-1253-1
- La volontà nella natura, a cura di Icilio Vecchiotti, Laterza, Roma-Bari 2000 ISBN 88-420-3367-7
- Scritti postumi, testo stabilito da Arthur Hübscher, I manoscritti berlinesi, 1818-1830, a cura di Giovanni Gurisatti, Adelphi, Milano, 2004. ISBN 88-459-1946-3
- Il mondo come volontà e rappresentazione, Introduzione di Marcella D'Abbiero, trad. di Gian Carlo Giani, Newton Compton Editori, Roma 2011 ISBN 978-88-541-2383-0

#### Pubblicazioni postume (con relative edizioni moderne)
- Aforismi sulla saggezza del vivere (scelti dai Parerga und Paralipomena)
  - trad. Oscar Chilesotti, Dumolard, Milano 1885; Bocca, Torino, 1909.
  - a cura di Eugenio Battisti, Utet, Torino, 1952; TEA, Milano, 1988.
  - trad. Ervino Pocar, Silva, Bologna, 1968; Longanesi, Milano, 1980.
  - trad. Carmelo Spinelli, Ferraro, Napoli, 1987.
  - trad. Bettino Betti, Rizzoli, Milano, 1993.
  - trad. Maria Teresa Giannelli e Claudio Lamparelli, Mondadori, Milano, 1994.
    - Consigli sulla felicità (antologia dagli Aforismi), Mondadori, Saperi - I Sempreverdi, 2007, trad. M.T. Giannelli, a cura di C. Lamparelli.

  - a cura di Leonardo Casini, Newton Compton, Roma, 1994.
  - a cura di Silvia Fiorini, Rusconi, Milano, 2005.
- Come pensare da sé. Antologia essenziale per chi vuole usare la propria testa, a cura di Giulio Schiavoni, Theoria, Roma, 1995, ISBN 88-241-0386-3.
- Il giudizio degli altri, introduzione di Anacleto Verrecchia, traduzione di Bettino Betti, Rizzoli, Milano, 1995; 2012, ISBN 978-88-17-00271-4.
- Il mio Oriente, a cura di Giovanni Gurisatti, Adelphi (PBA 556), Milano, 2007, ISBN 978-88-459-2180-3.
- Il primato della volontà, a cura di Giovanni Gurisatti, Adelphi (PBA 479), Milano, 2002, ISBN 978-88-459-1696-0.
- La filosofia delle università, a cura di Giorgio Colli, con un saggio di Manlio Sgalambro, Adelphi (PBA 296), Milano, 1992, ISBN 88-459-0943-3.
- L'arte di capire le donne, a cura di Gian Carlo Giani, Newton Compton, Roma, 2014, ISBN 978-88-541-6979-1.
- L'arte di conoscere se stessi, Adelphi (PBA 495), Milano 2003 ISBN 978-88-459-1772-1.
- L'arte di essere felici esposta in 50 massime, a cura di Franco Volpi, Adelphi (PBA 390), Milano, 1997, ISBN 88-459-1295-7.
- L'arte di farsi rispettare esposta in 14 massime, a cura di Franco Volpi, Adelphi (PBA 410), Milano, 1998, ISBN 88-459-1374-0.
- L'arte di insultare, Adelphi (PBA 437), Milano, 1999, ISBN 978-88-459-1480-5.
- L'arte di invecchiare, Adelphi (PBA 542), Milano, 2006, ISBN 978-88-459-2059-2.
- L'arte di ottenere ragione esposta in 38 stratagemmi, a cura di Franco Volpi, Adelphi (PBA 274), Milano, 1991, ISBN 978-88-459-0856-9.
- L'arte di ottenere rispetto, a cura di Gian Carlo Giani, Newton Compton, Roma, 2014, ISBN 978-88-541-7129-9.
- L'arte di trattare le donne, Adelphi (PBA 457), Milano, 2000, ISBN 978-88-459-1576-5, estratti da varie opere.
- L'arte della musica, in appendice scritti inediti di Richard Wagner; traduzione, saggio introduttivo e cura di Francesca Crocetti, Firenze, Clinamen 2003.
- Memoria sulle scienze occulte, a cura di Paolo Carbonini, Edizioni PiZeta, San Donato, 2009, ISBN 978-88-87625-42-4
- Metafisica dei costumi. Lezioni filosofiche.
- Metafisica dell'amore sessuale. L'amore inganno della natura, Mondadori, Milano, 1993; a cura di Anacleto Verrecchia, Rizzoli, Milano, 2008, ISBN 978-88-17-16897-7.
- Sulla felicità e sul dolore.
- Sulla lettura e sui libri, traduzione di Valerio Consonni, La Vita Felice, Milano, 2008, ISBN 978-88-7799-220-8
- Sulla lingua e sulle parole, a cura di Andrea Felis, La Vita Felice, Milano, 2010, ISBN 978-88-7799-258-1
- Sulla religione (antologia da varie opere).
- Sul mestiere dello scrittore e sullo stile, trad. di Eva Amendola Kühn, con una nota di Franco Volpi, Adelphi (PBA 315), 1993, ISBN 978-88-459-1013-5.

### Narrativa
- (DE)  Christian Kortmann: Happy Hour Schopenhauer. Roman einer Bibliotherapie. Turia + Kant, Wien + Berlin 2022, ISBN 978-3-98514-030-5 (Nel romanzo, Schopenhauer vive nel XXI secolo e commenta gli eventi attuali con citazioni originali.)
- (DE)  Christoph Poschenrieder: Die Welt ist im Kopf. Diogenes, Zürich 2010, ISBN 9783257067415 (Il romanzo accompagna Schopenhauer in un viaggio in Italia.)
- (EN)  Irvin D. Yalom: The Schopenhauer Cure. HarperCollins, New York City 2005, ISBN 9780060938109 (Il romanzo passa dall'attualità di un gruppo di terapia alla psicobiografia di Schopenhauer.)